# 1887 en architecture
| Années de l'architecture : 1884 - 1885 - 1886 - 1887 - 1888 - 1889 - 1890    |
| Décennies de l'architecture : 1850 - 1860 - 1870 - 1880 - 1890 - 1900 - 1910 |

Cet article présente les faits marquants de l'année 1887 en architecture.

## Réalisations
- 1er décembre : ouverture du Raffles Hotel à Singapour.

Photo de l'hôtel Raffles (entre 1920 et 1939).

## Événements
- Publication d'un des premiers ouvrages sur le béton armé par A.G. Wayss.

## Récompenses
- Royal Gold Medal : Ewan Christian.
- Prix de Rome : Georges Chedanne.

## Naissances
- 21 mars : Erich Mendelsohn  († 15 septembre 1953).
- 6 octobre : Le Corbusier († 27 août 1965).

## Décès
- 20 janvier : Sir Horace Jones (° 20 mai 1819).